# وانبنغ داي غن
الأمير العظيم وانبنغ (완풍대군 | 完豊大君) ، (ولد في 1330 -السنة الـ17 من حكم الملك تشنغسك- ومات في 1388 -السنة الـ14 من حكم الملك وو-) . اسمه يي وونغاي (이원계 | 李元桂) .
له العديد من الألقاب :
- الأمير الداخلي وانوون (완원부원군 | 完原府院君) .
- الأمير الداخلي وإنسان (완산부원군 | 完山府院君) .
- الأمير وانام (완남군 | 完南君) .
- الأمير وانيونغ (완녕군 | 完寧君) .

له أربعة أبناء وثلاث بنات . بناته هم: يي إنو (이인우 | 李仁雨) ، نوشن (노신 | 盧愼) ، بيونجنغريانغ (변중량 | 卞仲良)، وكلهم زوجوا . ابنه الأكبر هو الأمير سونبيونغ (선평군 | 善平君) والذي كان له ثلاثة أبناء أيضاً، أكبرهم الأمير غيونغميونغ (경명군 | 慶明君) .
هو ابن هوانجو ملك جوسون، والأخ غير الشقيق للملك تايجو .
شارك في صد تمرد العمامة الحمراء الأول والثاني بقيادة يي سونغ-گاي، وساعد في هزيمة قراصنة ووكو . كان موالياً لغوريو  وخصوصاً عندما قام أخوه غير الشقيق يي سونغ-گاي بإعادة الجيش من جزيرة ويهوا ، وقام يي سونغ-گاي بنفي الملك الأخير لغوريو وتسميم وو وتشانغ الملكين الذين سبقا توليه للحكم.

## الحياة

### في بداية حياته
هو الأخ غير الشقيق للملك تايجو، والده هو يي جاتشن ووالدته هي يي هإنسان (한산이씨 | 韓山李氏) . وقد ماتت والدته في وقت مبكر من عمره . أما أخاه الأصغر , الملك تايجو فهو ابن الملكة ويهي ، والذي ولد بعد فترة قصيرة من موت يي هإنسان .

### هزيمة ثورة العمائم الحمراء
في 1359 (السنة الثامنة من عهد غونغمن ملك غوريو) بدأت هذه التمردات , بشكل متقطع , فأولاً بدأت على ساحل تشجيانغ , وذلك عندما هاجم فانغ غوتشين ورجاله , مجموعة من مسؤولي مملكة يوان . بعد ذلك قاد هان شانتونغ مجتمع اللوتس الأبيض في شمالالنهر الأصفر وأصبح النهر مركز المشاعر المعارضة للمغول .
قام بعض المتمردين بالاتجاه نحو المملكة الكورية وهي غوريو وهي حليف مهم لمملكة يوان . رغم نجاح المتمردين في البداية , إلا أنهم طردوا في النهاية بوساطة جيش غوريو بقيادة تشوي يونغ ويي سونغ گاي .

### تمرد القراصنة
في 1377 قامت الحرب بقيادة ناسي، وقام بصد القراصنة في محافظة غانغهوا في السنة السادسة من حكم الملك وو في 1380 قام بصد هجوم آخر منهم على غوانغجو .
وساعد يي سونغ-گاي في صد بعض الهجمات . قام أخاه غير الشقيق تايجو بمعارضة عودة الجيش من جزيرة ويهوا .

### موته
كان وانبنغ مخلصاً لغوريو، وعندما أراد أخوه يي سونغ-گاي أن يؤسس دولته الجديدة , لم يكن موافقاً لذلك . ولذا في 23 أكتوبر 1388م، انتحر بشرب السم .
قبره في مدينة هامهينغ في مقاطعة هامغيونغ الجنوبية على اليمين من قبر والده يي جاتشن .

## الحياة الخاصة
له أربعة أبناء وثلاث بنات . بناته هم: يي إنو (이인우 | 李仁雨) ، نوشن (노신 | 盧愼) ، بيونجنغريانغ (변중량 | 卞仲良) . ابنه الأكبر هو الأمير سونبيونغ (선평군 | 善平君) والذي كان له ثلاثة أبناء أيضاً ، أكبرهم الأمير غيونغميونغ (경명군 | 慶明君) .

## الأسرة
- الأب: هوانجو ، يي جاتشن (환조 이자춘) .
- الأم: يي هانسان (이씨 | 李氏) .
- الإخوة:
  - الملك تايجو (태조 이성계 | 太祖 李成桂) .
  - الأمير العظيم ويآن، يي هوا (의안대군 이화 | 義安大君 李和) .
- الأخوات:
  - الأميرة جونغهوا (정화공주 | 貞和公主) .
- الأبناء:
  - الأمير سونبيونغ (선평군 | 善平君) .
- البنات:
  - يي إنو (이인우 | 李仁雨) .
  - نوشن (노신 | 盧愼) .
  - بيونجنغريانغ (변중량 | 卞仲良) .